# Dohan
Pour les articles homonymes, voir Dohan.
Dohan (en wallon Dôhan) est une section de la ville belge de Bouillon située en Région wallonne dans la province de Luxembourg.
C'était une commune à part entière avant la fusion des communes de 1977.

## Étymologie
Prairie humide (wallon han) de Dodon, anthroponyme germanique.

## Démographie
- Source: INS recensements population
- 1910: Scission de Les Hayons

## Histoire
Dohan fut érigée en commune par séparation de Noirefontaine le 1er juillet 1858. Elle fut elle-même amputée en 1906 d'un territoire qui devint la commune de Les Hayons.

## Économie

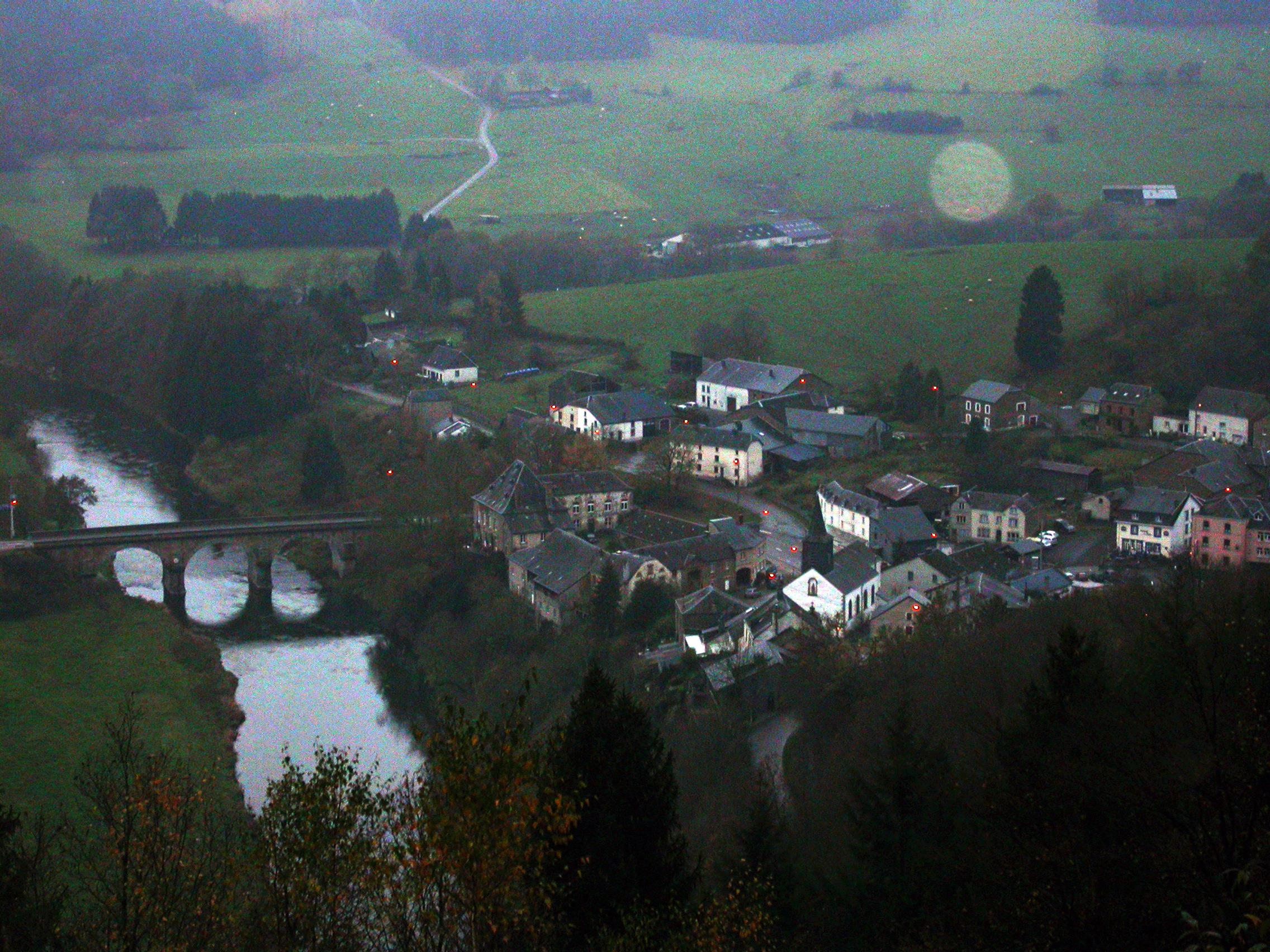
Vue de Dohan depuis le nord-est.

L'économie est principalement basée sur le tourisme (originaires principalement de Flandre et des Pays-Bas) et l'agriculture.
La localité est desservie quotidiennement (sauf les dimanches et jours fériés) par le bus 40 Gare de Bertrix - Bouillon.

## Personnalités
- Dominique Philippe (1947-2023), artiste peintre installé à Dohan.